# Hynek Žalčík
Hynek Žalčík (9. dubna 1949 Nový Jičín – 8. února 2005) byl český hudební producent a textař. Vystudoval Pedagogickou fakultu Univerzity Karlovy. Produkoval alba skupin jako Flamengo (Kuře v hodinkách), Framus Five (Město ER), The Progress Organization respektive Barnodaj (Barnodaj a Mauglí), Blue Effect (Modrý efekt & Radim Hladík), Energit, Jazz Q, C&K Vocal, Marsyas, Collegium Musicum, Deža Ursinyho a mnoho dalších. Byl také autorem několika rockových textů.